# 黒河峠
黒河峠（くろことうげ）は、福井県敦賀市と滋賀県高島市を隔てる峠である。

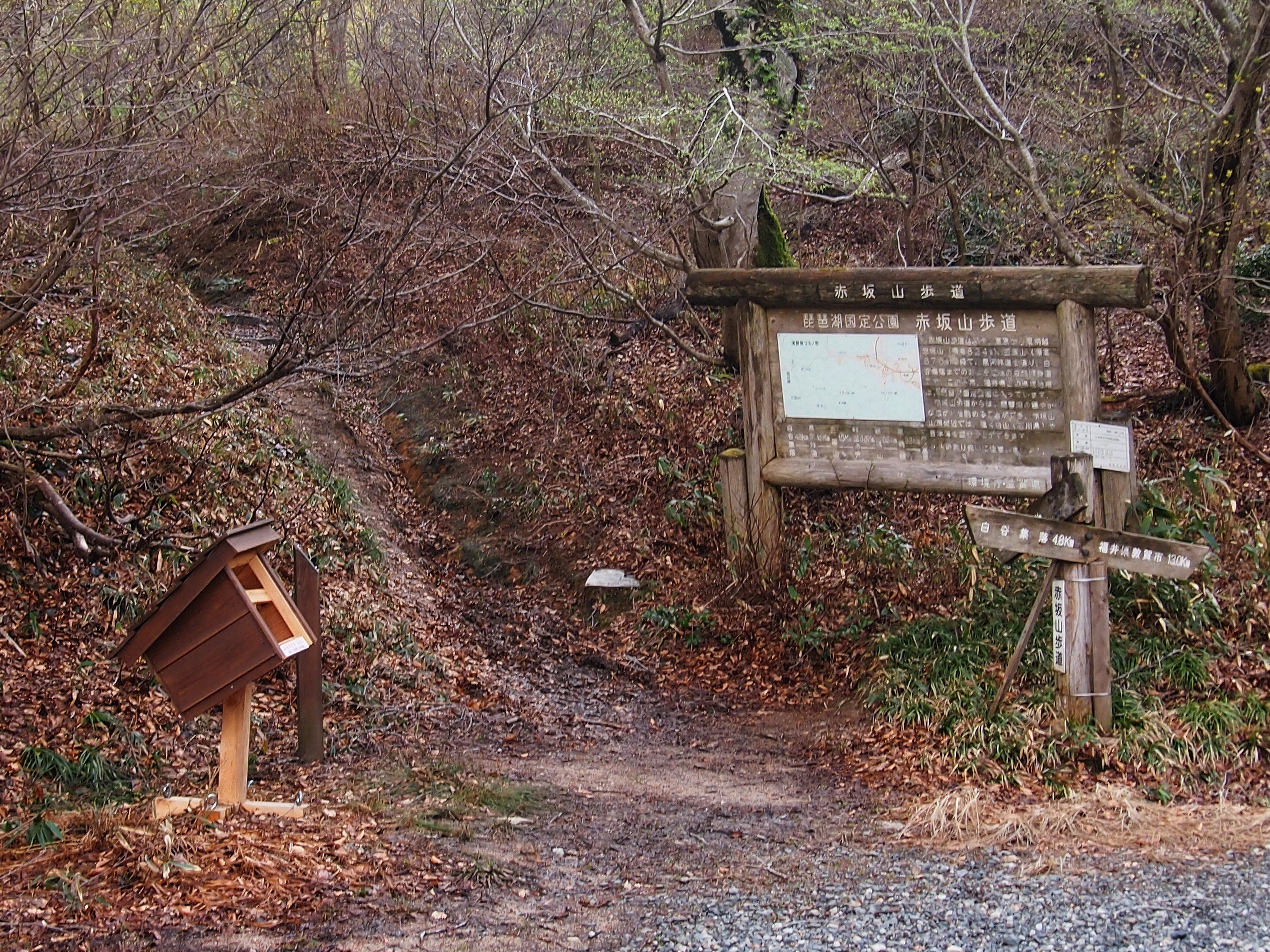
黒河峠の高島トレイル入口(三国山・赤坂山方面)

## 概要
標高567mの福井県と滋賀県の県境にある峠である。中央分水嶺の1つであり、峠は高島トレイルの重要な拠点である。
峠にはトイレが設置してあり、駐車スペースも4、5台ではあるが確保されているので、ここから登山に向かう登山客が多く利用している峠である。ちなみにトイレは敦賀市側の麓にも簡易トイレが設置されている。
黒河林道とマキノ林道の双方の起点となっており、また三国山、赤坂山の登山口があるなど、歴史ある交通の分岐点として機能している。かつては鯖街道と並行する街道筋としてそれなりの賑わいがあったが、その役割は現在国道161号や国道367号に完全に譲っている。

## 道路状況
車両での通行が可能な峠である。しかし峠に至るまでの道路はダートであり、特に峠に差し掛かる区間では急勾配に九十九折の急カーブ、さらにクレバスや落石も目立ち、車高の低い車両だと車底を擦ることもある。

## 高島トレイル
- 愛発越
- 乗鞍岳
- 粟柄越
- 三国山
- 赤坂山

## 峠へのアクセス
- 福井県より

北陸自動車道敦賀IC-国道8号-国道27号-福井県道225号敦賀美浜線-福井県道211号山櫛林線-黒河林道-黒河峠-マキノ林道
- 滋賀県より

国道161号-滋賀県道287号小荒路牧野沢線-滋賀県道533号白谷野口線-マキノ林道-黒河峠-黒河林道